# Saint-Amand-sur-Ornain
Saint-Amand-sur-Ornain település Franciaországban, Meuse megyében. Lakosainak száma 60 fő (2022. január 1.). Saint-Amand-sur-Ornain Boviolles, Marson-sur-Barboure, Naix-aux-Forges és Tréveray községekkel határos.

## Népesség
A település népessége az elmúlt években az alábbi módon változott:
| Lakosok száma | 115  | 87   | 82   | 64   | 74   | 61   | 53   | 49   | 53   | 60   |
|               | 1968 | 1982 | 1990 | 2006 | 2013 | 2015 | 2017 | 2019 | 2020 | 2022 |